# Worli

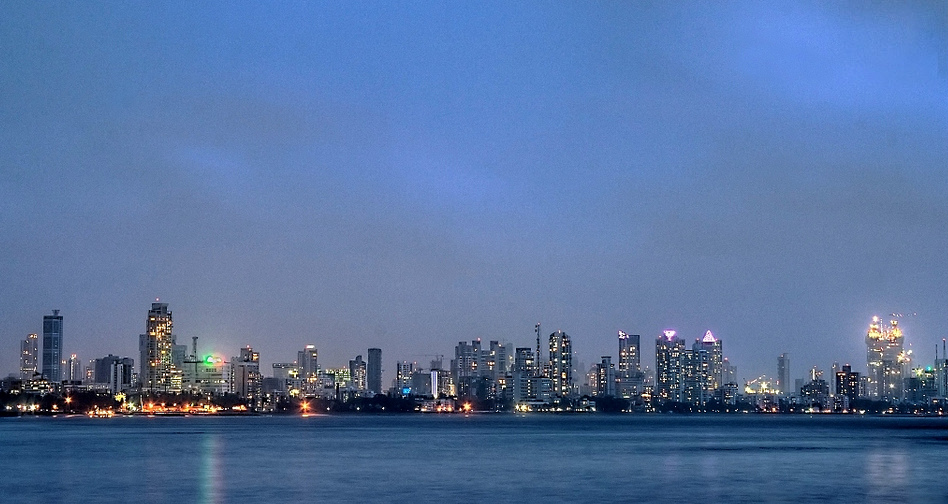
De skyline van Worli

Worli is een wijk in Mumbai, de grootste stad in India.
Worli is een van de zeven eilanden die samen het oorspronkelijke Bombay vormden. Er was een Brits fort gevestigd uit 1675.
De televisietoren van Mumbai is in de wijk gevestigd.